# Жусупов, Мулдагали Капинович
Мулдагали Капинович Жусупов (23 октября 1929, Алгайский, Новоузенский район, Саратовская область, РСФСР, СССР — 8 декабря 2002) — передовик советского сельского хозяйства, чабан совхоза «Алгайский» Новоузенского района Саратовской области, Герой Социалистического Труда (1966).

## Биография
Родился в 1929 году в посёлке Алгайский, ныне Новоузенского района Саратовской области в казахской семье знатного животновода Капина Жусупова. С юных лет занимался развитием животноводства, помогал отцу пасти отары овец. в дальнейшем самостоятельно стал работать в местном совхозе № 14 чабаном по выпасу овец.
На протяжении ряда лет в 1960-х годах показатели в отаре Жусупова были самыми высокими и по приплоду ягнят и по настригу шерсти. В седьмой семилетки с 1959 по 1965 годы Жусупов являлся передовым чабаном Саратовской области.
За достигнутые успехи в развитии животноводства, увеличении производства и заготовок мяса, молока, яиц, шерсти и другой продукции, Указом Президиума Верховного Совета СССР от 22 марта 1966 года Мулдагали Капиновичу Жусупову было присвоено звание Героя Социалистического Труда с вручением ордена Ленина и золотой медали «Серп и Молот».
Неоднократно принимал участие в выставках достижений народного хозяйства, признавался лучшим чабаном Саратовской области.
Проживал в родном посёлке Алгайский. Умер 8 декабря 2002 года. Похоронен на местном кладбище.

## Награды
За трудовые успехи удостоен:
- золотая звезда «Серп и Молот» (22.03.1966),
- орден Ленина (22.03.1966),
- Орден Дружбы народов (13.03.1981),
- другие медали.